# Молочарка (село)
Молоча́рка — село Макіївської міської громади Донецького району Донецької області, Україна. Населення становить 45 осіб. Відстань до центру громади становить близько 14 км і проходить автошляхом місцевого значення.

## Населення

### Мова
Розподіл населення за рідною мовою за даними перепису 2001 року:
| Мова       | Кількість | Відсоток |
| ---------- | --------- | -------- |
| російська  | 23        | 51.11%   |
| українська | 22        | 48.89%   |
| Усього     | 45        | 100%     |

За даними перепису 2001 року населення села становило 45 осіб, із них 48,89% зазначили рідною мову українську та 51,11% — російську мову.